# بدرخش ای الماس مجنون
«بدرخش ای الماس مجنون» (به انگلیسی: Shine On You Crazy Diamond
) ترانه‌ای نه بخشی از گروه موسیقی پراگرسیو راک بریتانیایی پینک فلوید است. موسیقی این ترانه کار مشترکی از راجر واترز، دیوید گیلمور، و ریچارد رایت است. متن شعر نیز توسط واترز و بمنظور نکوداشت سید برت، بنیانگذار و عضو سابق گروه سروده شده‌است.
اولین بار این آهنگ در سال ۱۹۷۴ در تور فرانسه به اجرا درآمد و سپس در سال ۱۹۷۵ در آلبوم مفهومی کاش اینجا بودی به ثبت رسید. در ابتدا قرار بود این آهنگ نیز مانند آهنگهای «مادر قلب‌اتمی» و «پژواک‌ها» به صورت یکپارچه تصنیف شود، اما در نهایت به دو بخش جدا از هم تقسیم شد و به عنوان ترانه پایانی آلبوم نیز مورد استفاده قرار گرفت.

## اعضا

سید برت در حین بازدید از ابی رود استودیوز در سال ۱۹۷۵

- راجر واترز - شعر، موسیقی، گیتار بیس، خواننده، گیتار الکتریک در بخش ۸
- دیوید گیلمور - همخوان، موسیقی، گیتار، سینث‌سایزر، لپ استیل گیتار، گیتار بیس در بخش ۶
- ریچارد رایت - کیبرد، ارگ هموند، سینث‌سایزر، موسیقی، همخوان
- نیک میسن - درام، پرکاشن
- دیک پری - ساکسوفون
- کارلنا ولیامز - همخوان
- ونتا فیلدز - همخوان